# Placówka Straży Celnej „Cieszyn”

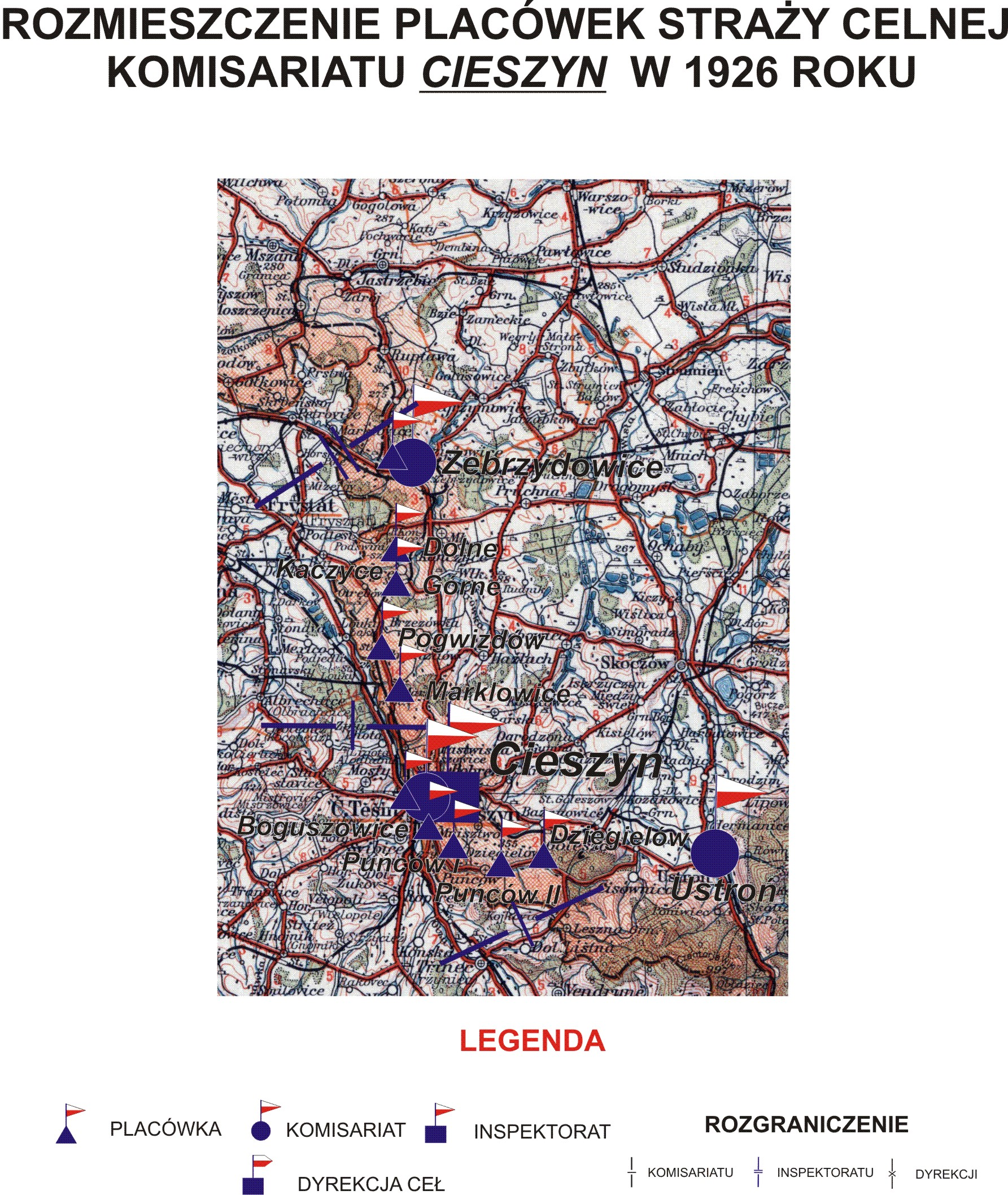
Rozmieszczenie placówek SC Komisariatu Cieszyn w 1926 r.

Placówka Straży Celnej „Cieszyn” – jednostka organizacyjna Straży Celnej pełniąca w okresie międzywojennym służbę ochronną na granicy polsko-czechosłowackiej.

## Formowanie i zmiany organizacyjne
Na wniosek Ministerstwa Skarbu, uchwałą z 10 marca 1920 roku, powołano do życia Straż Celną. Od połowy 1921 roku jednostki Straży Celnej rozpoczęły przejmowanie odcinków granicy od pododdziałów Batalionów Celnych. Proces tworzenia Straży Celnej trwał do końca 1922 roku. Placówka Straży Celnej „Cieszyn” weszła w podporządkowanie komisariatu Straży Celnej „Cieszyn” z Inspektoratu SC „Cieszyn”.
W drugiej połowie 1927 roku przystąpiono do gruntownej reorganizacji Straży Celnej. W praktyce skutkowało to rozwiązaniem tej formacji granicznej. Ochronę północnej, zachodniej i południowej granicy państwa przejęła powołana z dniem 2 kwietnia 1928 roku Straż Graniczna.
Rozkazem nr 4 z 30 kwietnia 1928 roku w sprawie organizacji Śląskiego Inspektoratu Okręgowego dowódca Straży Granicznej gen. bryg. Stefan Pasławski powołał komisariat Straży Granicznej „Cieszyn”. Placówka Straży Granicznej I linii „Cieszyn” znalazła się w jego strukturze.

## Funkcjonariusze placówki
Kierownicy placówki
| stopień    | imię i nazwisko, numer | okres pełnienia służby | kolejne stanowisko |
| ---------- | ---------------------- | ---------------------- | ------------------ |
| przodownik | Piotr Piotrowski (802) | był w 1926             |                    |

Obsada personalna placówki w 1926:
- przodownik Piotr Piotrowski (802)
- starszy strażnik Jan Adach (3)
- starszy strażnik Władysław Grolek (1148)
- starszy strażnik Jan Dymczak (188)
- starszy strażnik Karol Kożdoń (530)
- starszy strażnik Franciszek Młyński (675)
- starszy strażnik Stanisław Przeczek (817)
- starszy strażnik Zdzisław Stawowski (975)
- starszy strażnik Jan Sroka (1001)
- starszy strażnik Władysław Wojna (1152)
- strażnik Jan Abramowicz (2)
- strażnik Walenty Bednarz (87)
- strażnik Juliusz Buchta (110)
- strażnik Stefan Cora
- strażnik Jerzy Franek (234)
- strażnik Henryk Grzebyk (303)
- strażnik Mieczysław Grzybowski (311)
- strażnik Wincenty Góra (287)
- strażnik Jan Jędrusik (986)
- strażnik Michał Jędrzejek (358)
- strażnik Antoni Jeruzol (366)
- strażnik Józef Kohut (533)
- strażnik Paweł Michalewski (689)
- strażnik Józef Nowicki (716)
- strażnik Józef Pulcer (818)
- strażnik Józef Stelmach (968)
- strażnik Eugeniusz Szaliński (964)
- strażnik Edward Słoniowski (981)
- strażnik Józef Stychno (991)
- strażnik Franciszek Turoń (1028)
- strażnik Jan Witczuk (1090)
- strażnik Andrzej Wieja (1114)
- strażnik Karol Wurst (1115)
- strażnik Adolf Witosz (1116)
- strażnik Paweł Wantuła (1117)
- strażnik Józef Zimny (1140)